# Muscari salah-eidii
Muscari salah-eidii är en sparrisväxtart som först beskrevs av Vivi Täckholm och Loutfy Boulos, och fick sitt nu gällande namn av Hosni. Muscari salah-eidii ingår i släktet pärlhyacinter, och familjen sparrisväxter. Inga underarter finns listade i Catalogue of Life.